# پیتر فوشکول
پیتر فوشکول (به سوئدی: Peter Forsskål)، (تاریخ تولد در ۱۱ ژانویه سال ۱۷۳۲ و تاریخ مرگ در ۱۱ ژوئیه ۱۷۶۳) کاوشگر، شرق‌شناس، زیست‌شناس سوئدی و یکی از رسولان کارل لینه بود. پیتر فوشکول در هلسینکی، فنلاند (در آن زمان بخشی از سوئد بود) و در جایی که پدر او یوهانس فوشکول، به عنوان یک روحانی خدمت می‌کرد به دنیا آمد، اما او در سال ۱۷۴۱ به سرزمین اصلی سوئد و قلمرو مذهبی پدرش که به عنوان اسقف اعظم آن منطقه انتخاب گشته بود نقل مکان کرد. همان‌طور که در آن زمان رایج بود، او در در سنین جوانی و در سال ۱۷۴۲، در دانشگاه اوپسالا ثبت نام کرد، اما پس از مدتی به خانه بازگشت و به مطالعات شخصی خویش پرداخت. او در اوپسالا و در سال ۱۷۵۱ سرانجام دانشگاه را با دریافت درجه دینی به پایان رسانید. او به دستور فردریک پنجم شاه دانمارک به همراه عدهٔ بسیار دیگری به سرزمین‌های عربی از جمله عربستان، یمن و مصر، برای تحقیقات زبان‌شناسی و کاوشگری سفر نمود که در یکی از این سفرهای یک ساله در مصر به دلیل ابتلا به مالاریا درگذشت.